# آرتور کلیولند بنت
آرتور کلیولند بنت (انگلیسی: Arthur Cleveland Bent; ۲۵ نوامبر ۱۸۶۶ – ۳۰ دسامبر ۱۹۵۴) پرنده‌شناس، و جانورشناس اهل ایالات متحده آمریکا بود. وی به خاطر دانشنامه ۲۱ جلدی خود، شامل تاریخچه زندگی پرندگان آمریکای شمالی، که در سال‌های ۱۹۱۹–۱۹۶۸ منتشر شد و پس از مرگش به پایان رسید، شناخته شده و مورد توجه است.

## زندگی
بنت در ماساچوست بزرگ شد. وی بعداً در تجارت موفق شد و در سراسر آمریکای شمالی سفر کرد و دانش گسترده‌ای از اشیاء دریایی آن به دست آورد. از سال ۱۹۰۱ او مقالات خود را به نشریه Auk، مجله اتحادیه متخصصان برجسته آمریکا اهدا می‌کرد. او با استفاده از تجربیات خود، مقالات منتشر شده و کمک‌های صدها نفر دیگر، آنچه را که در آن زمان وجود داشت، جامع‌ترین مخزن دانش دربارهٔ زیست‌شناسی پرندگان آمریکای شمالی را جمع‌آوری کرد. وی در سال ۱۹۴۹ از آکادمی ملی علوم مدال دانیل ژیرود الیوت دریافت کرد و برای آثار برجسته‌اش مدال جان بوروفس به او اهدا شد.